# Tiol
En química orgànica, un tiol és un compost que conté el grup funcional format per un àtom de sofre i un àtom d'hidrogen (-SH). Sent el sofre anàleg d'un grup alcohol (-OH), aquest grup funcional és anomenat grup tiol o grup sulfhidril. Tradicionalment els tiols han estat denominats mercaptans, mot que encara s'usa a la indústria del petroli i altres sectors. El terme «mercaptà» ve del llatí mercurius captans, que significa capturat per mercuri, degut al fet que el grup –SH s'uneix íntimament a l'element mercuri. També són anomenats compostos de mercapte, terme introduït el 1832 per William Christopher Zeise i que deriva del llatí. mercurio captāns ('mercuri captador') perquè el grup tiolat (RS−) s'uneix molt fortament als compostos de mercuri.
Molts tiols tenen una forta olor que recorda la de l'all o dels ous podrits. Els tiols s'utilitzen com a odorants per ajudar en la detecció de gas natural (que en estat pur és inodor), i l'"olor de gas natural" es deu a l'olor del tiol utilitzat com a odorant.

## Nomenclatura

### IUPAC
La nomenclatura dels tiols segons la IUPAC és la següent:
- Quan el grup -SH és el substituent principal, s'afegeix el sufix -tiol al nom de l'alcà corresponent. El mètode és gairebé idèntic a la denominació d'alcohols. Exemple: CH₃SH seria metanotiol.
- Quan el grup -SH és un substituent secundari, s'utilitza el prefix mercapto-. Exemple: mercaptopurina.

### Sistema comú
Un mètode en desús consisteix en afegir la paraula «mercaptà» al radical al qual està unit el grup -SH.
Exemple:
- CH₃-SH metil mercaptà
- CH₃-CH₂-CH₂-SH propil mercaptà

## Estructura i enllaç
Els tiols que tenen l'estructura R-SH, en què un grup alquilo (R) està unit a un grup sulfhidril (SH), s'anomenen alcanotioles o alquiltioles. Els tiols i els alcohols tenen una connectivitat similar. Com que els àtoms de sofre són més grans que els àtoms d'oxigen, els llargs d'enllaç C-S - típicament al voltant de 180 picòmetres - són uns 40 picòmetres més llargs que els enllaços típics C-O. Els angles C-S-H s'aproximen a 90°, mentre que l'angle per al grup C-O-H és més obtús. En sòlids i líquids, la unió d'hidrogen entre grups tiol individuals és feble, sent la principal força de cohesió les forces de Van der Waals entre els centres de sofre divalents altament polaritzables.
L'enllaç S-H és molt més feble que l'enllaç O-H, com es reflecteix a les seves respectives energies de dissociació de l'enllaç (BDE). Per a CH3S-H, la BDE és 366 kJ/mol (87 kcal/mol), mentre que per CH3O-H, la BDE és 440 kJ/mol (110 kcal/mol).
Un enllaç S-H és moderadament polar a causa de la petita diferència en l'electronegativitat del sofre i l'hidrogen Per contra, els enllaços O-H dels grups hidroxil són més polars. Els tiols tenen un moment dipolar més baix que els alcohols corresponents.

## Propietats físiques
Els tiols són, llevat del metantiol, gasos o líquids incolors, volàtils, d'olor molt desagradable. Els punts d'ebullició són més baixos que no pas els dels alcohols corresponents, la qual cosa indica que es troben menys associats, a causa de la menor polarització de l'enllaç sofre-hidrogen. D'altra banda, són més àcids que els alcohols i no tan miscibles amb l'aigua.

### Olor
Molts tiols són líquids incolors que tenen una olor semblant al de l'all. L'olor de tiols és sovint forta i repulsiva, en particular els de baix pes molecular. Els tiols s'uneixen fortament a les proteïnes de la pell i són responsables de la intolerable persistència d'olors produïdes per les mofetes. Els distribuïdors de gas natural van començar afegint diverses formes de tiols acres, en general etantiol, al gas natural que és inodor, després de la mortífera explosió de 1937 al New London School de New London (Texas). Els tiols són també responsables d'una classe de fallades en els vins causats per la reacció no desitjada entre el sofre i el llevat. No obstant això, no tots els tiols tenen olors desagradables. Per exemple, els mercaptans de l'aranja són un tiol monoterpenoide responsables de l'aroma característica d'aquest.

### Punts d'ebullició i solubilitat
A causa de la petita diferència d'electronegativitat entre el sofre i l'hidrogen, un enllaç S-H és pràcticament apolar covalent. Per tant, l'enllaç S-H en els tiols té menor moment dipolar en comparació de l'enllaç O-H de l'alcohol. Els tiols mostren poca associació per enllaços d'hidrogen amb l'aigua i les molècules entre si. Per tant, tenen punts d'ebullició inferiors i són menys solubles en aigua i altres dissolvents polars que els alcohols de similar pes molecular però sent tan solubles i amb similars punts d'ebullició com els sulfurs isomèrics.

## Propietats químiques

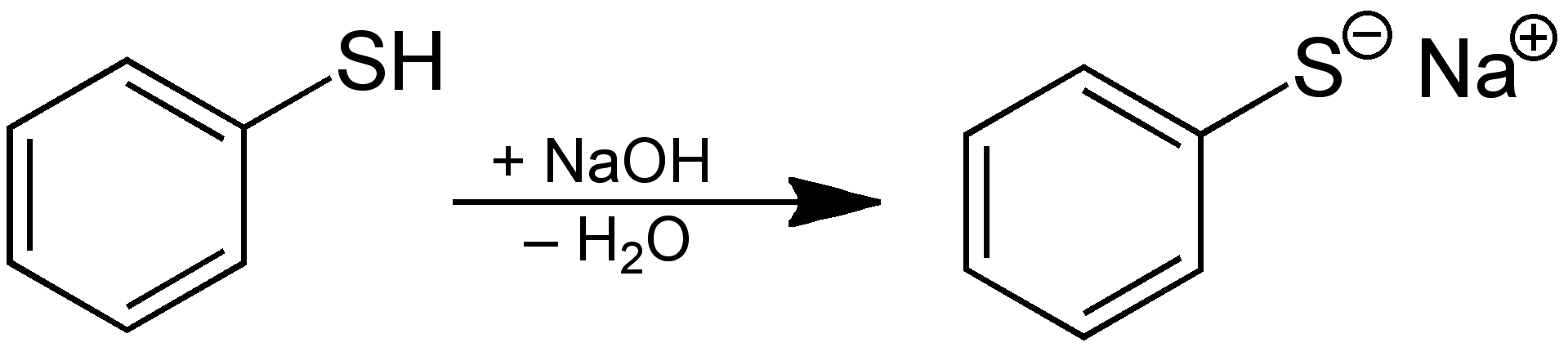
Síntesi del tiofenolat a partir del tiofenol

Els tiols són composts reactius que es combinen enèrgicament amb els metalls alcalins, alliberant hidrogen i conduint a la formació de tiolats. Igualment, poden reaccionar amb ions de metalls pesants, formant composts insolubles, coneguts usualment com a mercaptides.
Sofreixen molt variades reaccions d'oxidació, i, amb oxidants suaus (aigua oxigenada, aire), originen disulfurs, com per exemple la cistina o l'àcid lipoic. En canvi, amb oxidants enèrgics (àcid nítric, etc.) originen àcids sulfònics.
Reaccionen amb els aldehids i les cetones, en medi àcid, per a formar tioacetals, els quals gaudeixen d'una importància rellevant com a intermedis en síntesi orgànica. Es combinen també amb els àcids carboxílics, formant carboxilats, i amb les olefines, amb les quals formen tioèters.

### Síntesi
Els mètodes utilitzats p tiols són anàlegs als utilitzats per a la síntesi dalcohols i èters. Les reaccions són més ràpides i de més rendiment perquè els anions de sofre són millors nucleòfils que els àtoms d'oxigen.
Els tiols es formen quan un haloalcà s'escalfa amb una solució d'hidrosulfur de sodi
CH3CH2Br + NaSH escalfada en etanol (ac.) + → CH3CH2SH + NaBr
A més, els disulfurs poden reduir-se fàcilment per agents reductors com l'hidrur de liti alumini en èter sec o hidrur de bor liti, per formar dos tiols.

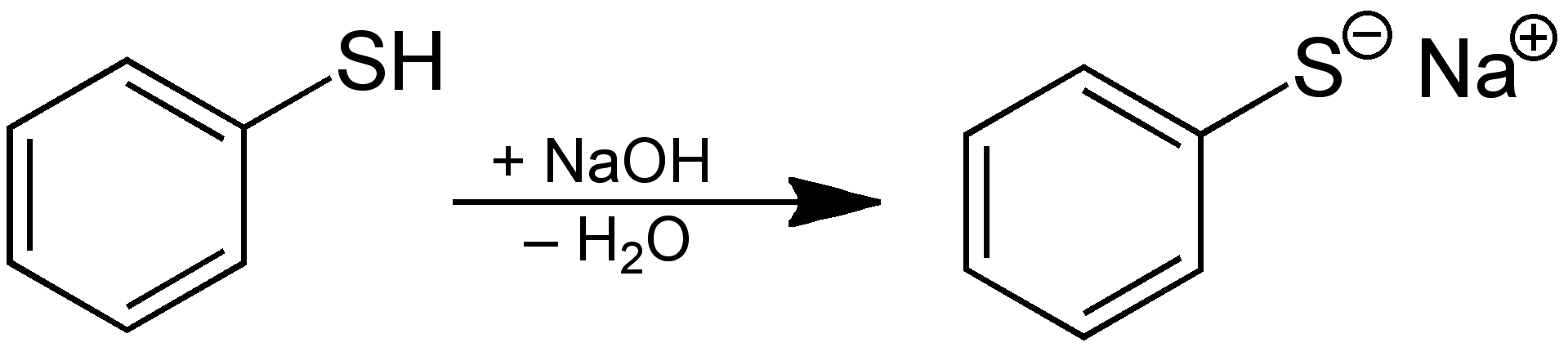

R-S-S-R' → R-SH + R'-SH

### Reaccions
El grup tiol és l'anàleg del sofre al grup hidroxil (-OH) que es troben en els alcohols. Com que el sofre i l'oxigen pertanyen al mateix grup de la taula periòdica, comparteixen algunes propietats d'enllaç similars. Igual que l'alcohol, en general la forma desprotonada RS− (anomenat tiolat) és químicament més reactiva que la forma tiol protonada RSH.
La química de tiols està relacionada amb la dels alcohols: els tiols formen tioèters, tioacetals i tioèsters, que són anàlegs als èters, acetals i èsters. D'altra banda, un grup tiol pot reaccionar amb un alqueno per formar un tioèter. (De fet, bioquímicament, els grups tiol poden reaccionar amb grups vinil per formar un enllaç tioèter.)

### Acidesa
L'àtom de sofre d'un tiol és molt nucleofílic, molt més que l'àtom d'oxigen de l'alcohol. El grup tiol és força àcid, amb el pKa habitualment al voltant de 10 a 11. En la presència d'una base es forma un anió tiolat, que és un molt potent nucleòfil. El grup i el seu corresponent anió són fàcilment oxidats per reactius com el brom per donar disulfur orgànic (R-S-S-R).
2R-SH + Br2 → R-S-S-R + 2HBr
L'oxidació per reactius més poderosos com l'hipoclorit de sodi o peròxid d'hidrogen dona com a resultat àcids sulfònics (RSO3H).
2R-SH + 2H2O2 → RSO3H + 2H2O

## Importància biològica
Atès que és el grup funcional de l'aminoàcid cisteïna, el grup tiol ocupa un paper important en els sistemes biològics. Quan els grups tiol de dos residus de cisteïna (com en monòmers o unitats constituents) s'acosten un a l'altre durant el plegament proteic, una reacció d'oxidació pot crear una unitat de cistina amb un enllaç disulfur (-S-S-). Aquests poden contribuir a l'estructura terciària d'una proteïna si les cisteïnes formen part d'una mateixa cadena peptídica o contribuir a l'estructura quaternària de les proteïnes polimèriques formant forts enllaços covalents entre diferents cadenes de pèptids. Per exemple les cadenes pesades i lleugeres dels anticossos es mantenen unides per ponts disulfur i els plecs en el pèl arrissat són producte de la formació de cistina.
Els grups sulfhidril en el lloc actiu d'un enzim poden formar enllaços no covalents amb l'enzim i el substrat, el que contribuïx a l'activitat catalítica. Els residus de cisteïna del lloc actiu són la unitat funcional en proteasas de cisteïna.

## Indústria
Els tiols ocorren a la natura com a constituents del petroli. Hom els obté per diversos mètodes, entre els quals cal esmentar la reacció d'halogenurs d'alquil amb sulfur d'hidrogen i potassi en solució etanòlica R-X + KHS → R-SH + KX, la reacció, en fase vapor, d'un alcohol amb el sulfur d'hidrogen en presència de catalitzadors metàl·lics, R- OH + H₂S →R-SH + H₂O, la descomposició de sals de S-alquilisotiouroni amb àlcalis, i la reacció de composts de Grignard amb sofre.
Els tiols tenen aplicació com a intermedis en síntesi orgànica, com a estabilitzadors de polímers, com a intermedis en la preparació d'herbicides, insecticides i fungicides, i com a odoritzants per a gas, i en la indústria farmacèutica.
Els productes químics utilitzats en l'allisament del cabell són reductors de ponts disulfur de cistina a cisteïna amb grups sulfhidril lliures, mentre que els productes químics utilitzats en el cabell arrissat són oxidants que oxiden els grups sulfhidril de la cisteïna i formen ponts disulfur de cistina.

## Contaminant atmosfèric
Els tiols o mercaptans són considerats contaminants atmosfèrics tòxics pels éssers humans, que cal no abocar a l'atmosfera en quantitats majors a les permeses per les legislacions vigents. Aquestes quantitats depenen de l'activitat i del lloc, entre altres coses. El contingut de tiols a l'aire és principalment a causa de l'activitat a refineries i de certs processos industrials (fabricació de pasta de paper, adoberies, fabricació de colorants, etc.), així com per la putrefacció d'aigües i de deixalles. Els seus efectes són la fortor i sobretot la toxicitat.